# دهستان درگزین غربی
دهستان درگزین غربی، یکی از دهستان‌های بخش مرکزی شهرستان درگزین در استان همدان ایران است. مرکز این دهستان، روستای بهکندان است.

## جمعیت
بر پایه سرشماری عمومی نفوس و مسکن در سال ۱۳۹۵، جمعیت دهستان درگزین غربی برابر با ۲٬۹۷۳ نفر بوده‌است.